# Biston octodurensis
Biston octodurensis là một loài bướm đêm trong họ Geometridae.